# Ghislain Maltais
Pour les articles homonymes, voir Maltais (homonymie).
Ghislain Maltais, né le 22 avril 1944, est un courtier d'assurances et homme politique canadien originaire du Québec. Il a été sénateur de 2012 à 2019.

## Biographie
Ghislain Maltais est né en 1944 à Sacré-Cœur, comté de Saguenay. Il étudie au cours commercial du collège de Forestville, puis devient associé chez Clément et Bertrand Assurances à La Malbaie en 1968. En 1974, il ouvre son propre cabinet, Maltais Courtiers d'Assurances. À partir de 1967, il s'implique dans les chambres de commerce de sa région, devenant le président fondateur de la Chambre de commerce régionale de Manicouagan en 1971. Il s'intéresse également à l'éducation, étant président de l'Association des commissions scolaires de la Côte-Nord en 1980 et vice-président de la Fédération des commissions scolaires catholiques du Québec en 1982.
Candidat défait aux élections provinciales de 1981 dans Saguenay (arrivé deuxième avec 32 % des voix), il est élu dans une élection partielle deux ans plus tard avec 43 % des voix. Il a été réélu deux fois, en 1985 et en 1989, avec respectivement 48 et 43 % des votes. Durant ses mandats il a été successivement adjoint parlementaire du ministre délégué aux Forêts Albert Côté, et adjoint parlementaire du ministre de l'Environnement, puis de l'Environnement et de la Faune Pierre Paradis. Il ne s'est pas représenté en 1994.
En 1997, il a renoué avec la politique active en étant candidat du Parti libéral du Canada aux élections fédérales dans la circonscription de Charlevoix; il a terminé au deuxième rang, derrière le bloquiste Gérard Asselin, avec 27 % des voix.
De 1994 à 2007, il a été consultant en stratégie et organisation. Il a été président international du Forum francophone des affaires en 2007. En 2006 et 2007 il a été contractuel pour le Parti conservateur du Canada, et en 2007 il était considéré pour prendre en charge une partie de son organisation politique au Québec. Effectivement, il est devenu directeur du parti au Québec en 2009.
Le premier ministre Stephen Harper a annoncé le vendredi 6 janvier 2012 en toute fin de journée, par voie de communiqué, la nomination de Ghislain Maltais au poste de sénateur. Il a pris sa retraite du Sénat en 2019 quand il a atteint l'âge prescrit de 75 ans.